# صادق‌آباد (ری)
صادق‌آباد (ری)، روستایی از توابع بخش کهریزک شهرستان ری در استان تهران ایران است.

## جمعیت
این روستا در دهستان کهریزک قرار دارد و براساس سرشماری مرکز آمار ایران در سال ۱۳۸۵، جمعیت آن ۹۶۷ نفر (۲۳۶خانوار) بوده‌است.